# Les Holroyd

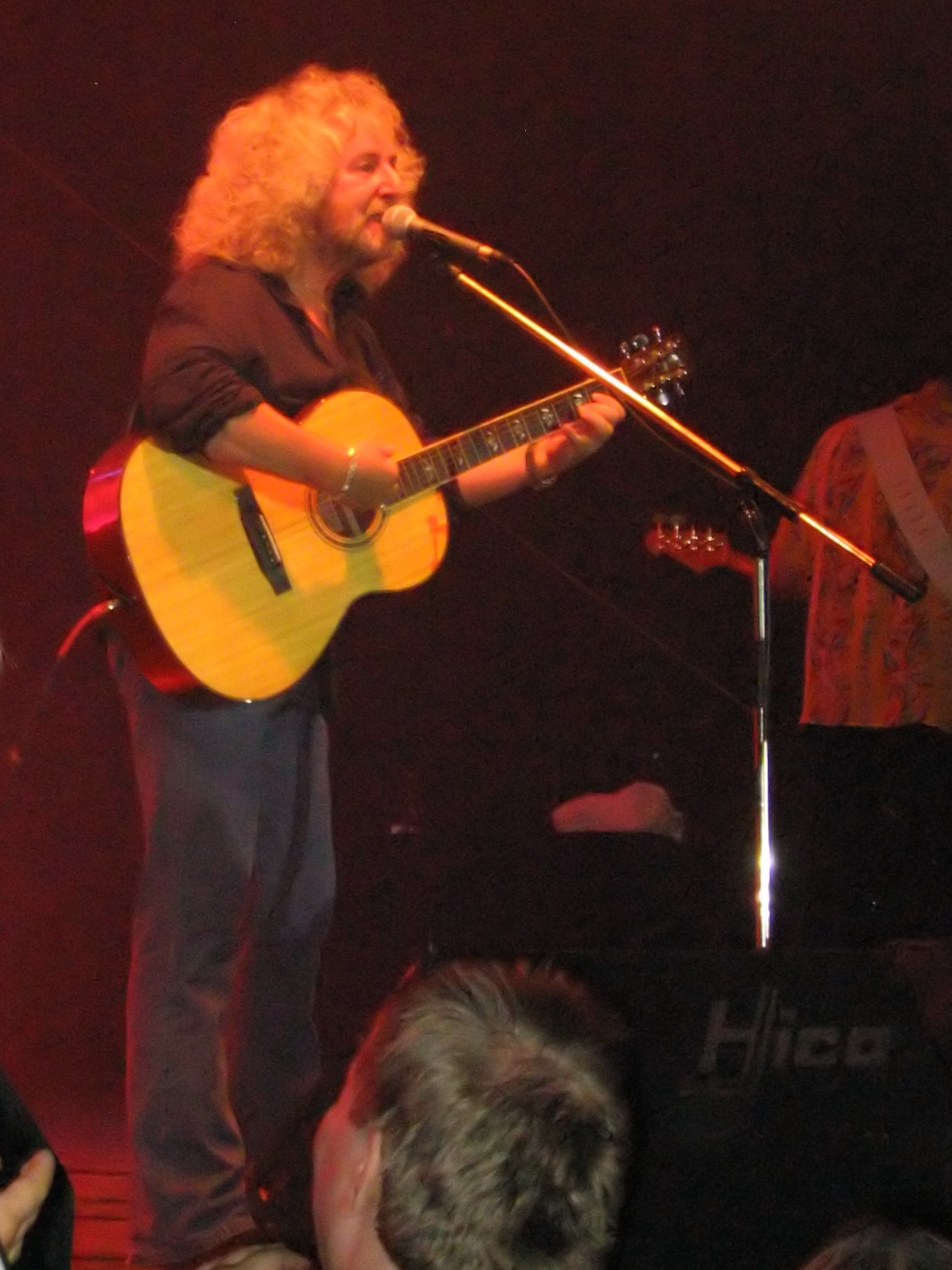
Les Holroyd beim Konzert von BJHFLH am Schloss Moyland (2003)

Richard Leslie „Les“ Holroyd (* 12. März 1948 in Oldham, England) ist ein britischer Sänger, Songwriter, Komponist und Bassist sowie Keyboarder, der als Gründer und Mitglied der englischen Progressive-Rockband Barclay James Harvest (BJH) bekannt wurde.

## Biographie

### Barclay James Harvest (BJH)
Holroyd traf schon im Vorschulalter auf seinen späteren Schul- und BJH-Kollegen Mel Pritchard und brachte sich als Kind zunächst selbst Gitarre- und später Bassspielen bei. Später beherrscht er auch die Instrumente Cello und Keyboards. Mit Pritchard gründete er die Schulband Heart And Soul And The Wickeds, auch nur (The) Wickeds genannt, und 1966 mit ihm, John Lees und Woolly Wolstenholme die Band The Blues Keepers, aus der 1967 die Gruppe Barclay James Harvest hervorging.
Von Mitte der 1970er bis Mitte der 1980er Jahre gehörte Holroyd als Bassist und einer von zwei Sängern der Popgruppe Barclay James Harvest zu den kommerziell erfolgreichsten Musikern Europas. Holroyds hohe Gesangsstimme stellt einen interessanten Kontrast zu jener von Lees dar. In ihrer gemeinsamen Zeit mit Barclay James Harvest sang Holroyd – wie entsprechend beim BJH-Gründungsmitglied Lees – bei den von ihm geschriebenen BJH-Liedern normalerweise die 1. Stimme und agierte bei Lees’ Songs teils als 2. Stimme.
Mit ihrem 1977 erschienenen Album Gone To Earth gelang Barclay James Harvest der große Durchbruch. Am 30. August 1980 gab die Band ein Gratiskonzert auf dem Platz der Republik vor dem Reichstagsgebäude in West-Berlin – laut „offizieller Zählung der Polizei“ vor etwa 175.000 Zuschauern.

### Barclay James Harvest Featuring Les Holroyd (BJHFLH)
1998 spaltete sich die Band Barclay James Harvest in zwei verschiedene Gruppen auf, die beide den Bandnamen für Soloprojekte nutzen. Holroyd agiert seitdem mit weiteren Musikern und bis zu dessen Tod im Jahr 2004 noch mit Pritchard unter dem Namen Barclay James Harvest Featuring Les Holroyd (BJHFLH).

### Gastauftritte
Im Januar 2010 trat Holroyd live in Alan Simons Rockoper Excalibur – The Celtic Rock Opera auf, wobei er neben Simon unter anderem auf Johnny Logan, Alan Parsons, John Helliwell (Supertramp), Andreas Vollenweider und die Fairport Convention traf. Im November desselben Jahres agierte er als Heinrich VII. von England live in Simons Rockoper Anne de Bretagne. Im Januar 2011 trat Holroyd bei der Rock Meets Classic Tour auf, wobei er auf Ian Gillan, Lou Gramm, Dan McCafferty und das Bohemian Symphony Orchester Prag traf: Er spielte die BJH-Songs: Hymn, Mockingbird, Ring Of Changes und Life Is For Living.

### Sonstiges
In erster Ehe lebte Holroyd mit Frau und Sohn auf einem Landgut in der Nähe von Manchester. 2010 heiratete Holroyd eine deutsche Journalistin, die er etwa zehn Jahre zuvor bei einem Konzert in Lauda-Königshofen kennengelernt hatte. Mit seiner Frau und einer Tochter wohnt Holroyd heute bei Tauberbischofsheim.

## Einfluss und bekannte Lieder
Während seiner Karriere mit orchestralem Einfluss wurde Holroyd vor allem von Künstlern wie Toto, Chicago oder Phil Collins geprägt.
Von ihm komponierte, getextete und weithin bekannte BJH-Songs sind unter anderem: „Rock 'n' Roll Star“, „Berlin“, „Sip of Wine“, „Love on the Line“, „Life is for Living“, „Victims of Circumstance“ und „Yesterday's Heroes“.